# Orlando Quevedo
Orlando Beltran Quevedo OMI (Laoag, 11 maart 1939) is een Filipijns geestelijke en een kardinaal van de Rooms-Katholieke Kerk.
Orlando Quevedo werd geboren op 11 maart 1939 in de stad Laoag in de noordelijke Filipijnse provincie Ilocos Norte. Hij woonde de eerste jaren van zijn leven in Laoag en verhuisde in 1947 naar Marbel (South Cotabato). Na het het voltooien van de lokale lagere en middelbare school aldaar volgde hij vanaf 1954 tot 1956 onderwijs aan het San Jose seminarie in Quezon City. Van 1956 tot 1957 verbleef hij voor zijn noviciaat op Saint Peter's Novitiate in de Amerikaanse staat Texas. Aansluitend studeerde hij drie jaar filosofie aan San Jose Seminary en volgde van 1960 tot 1964 een bachelor- en master-opleiding aan de Catholic University of America in Washington D.C.
Quevedo werd op 5 juni 1964 in Washington tot priester gewijd bij de Oblaten van de Onbevlekte Maagd Maria. Op 23 juli 1980 werd hij benoemd tot prelaat van het bisdom Kidapawan; zijn bisschopswijding vond plaats op 28 oktober 1980. Op 15 november 1982 werd hij benoemd tot bisschop van Kidapawan. Op 22 maart 1986 volgde zijn benoeming tot aartsbisschop van Nueva Segovia. Op 30 mei 1998 werd hij benoemd tot aartsbisschop van Cotabato (Mindanao). Van 1999 tot 2003 was tevens hij president van de Filipijnse bisschoppenconferentie. Van 2005 tot 2011 was hij tevens president van de Federatie van Aziatische bisschoppenconferenties.
Quevedo werd tijdens het consistorie van 22 februari 2014 kardinaal gecreëerd. Hij kreeg de rang van kardinaal-priester. Zijn titelkerk werd de Santa Maria Regina Mundi a Torre Spaccata.
Quevedo ging op 6 november 2018 met emeritaat. Op 11 maart 2019 verloor hij - in verband met het bereiken van de 80-jarige leeftijd - het recht om deel te nemen aan een toekomstig conclaaf.
- Virtual International Authority File: 942153834736864450003